# Online Computer Library Center
Online Computer Library Center, Inc., também conhecida como OCLC, é uma organização sem fins lucrativos considerada a maior cooperativa de bibliotecas, museus e arquivos do mundo.

## História

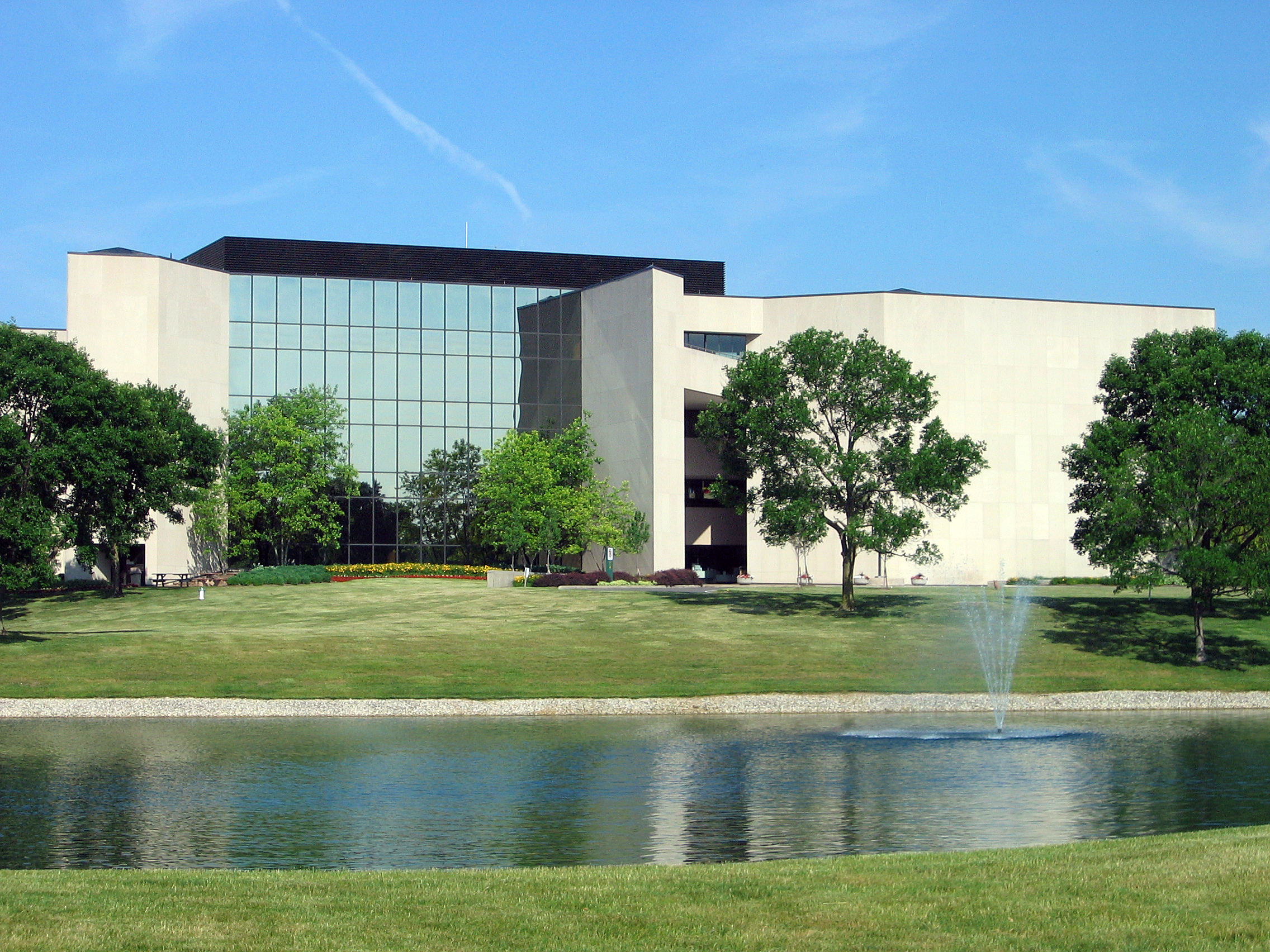
Sede da OCLC em Ohio

A organização foi fundada em 1967 pelo Ohio College Library Center. Mais de 60 000 bibliotecas em 112 países e territórios em todo o mundo utilizam serviços OCLC.
Sediada em Dublin, no estado americano de Ohio, foi criada pelo educador e bibliotecário norte-americano Fred Kilgour (1914–2006).

## Objetivos
Os objetivos públicos da OCLC são o estabelecimento, a manutenção e operação de uma rede computadorizada de bibliotecas, o estímulo ao uso e ao desenvolvimento das bibliotecas e da biblioteconomia, e a disponibilização de processos e produtos em benefício das bibliotecas e seus usuários. A missão final é a facilitação, em escala global, do continuado acesso, uso e expansão de informações científicas, literárias e educacionais.